# Mineralisering (geologi)
Mineralisering kan inom geologi syfta till den process där en mineralförekomst uppkommer genom att ämnen tillförs och koncentreras på en plats. En mineralisering kan även syfta på en mineralförekomst som är en ovanlig koncentration av malmmineral som vid brytning inte behöver vara ekonomiskt lönsam.
Mineraliseringar kan vara antingen syngenetiska eller epigenetiska. En syngenisk mineralisering sker samtidigt som bildandet av den omgivande bergarten medan epigeniska mineraliseringar sker efter detta.

## Hydrotermala mineraliseringar
Hydrotermal mineralisering är en mineralisering genom påverkan av varma vattenlösningar - hydrotermala lösningar (även kallade hydrotermiska lösningar).

### Teletermal mineralisering
Teletermal mineralisering sker genom vattenlösningar mycket nära jordytan vid relativt låga temperatuter.

### Epitermal mineralisering
Epitermal mineralisering sker genom påverkan av varma vattenlösningar vid relativt låga temperaturer och tryck. Temperaturerna är mellan 50 och 200°C och trycket motsvarar det vid ytan till det motsvarande ett djup på 1500 meter.

### Mesotermal mineralisering
En mesotermal mineralisering sker genom vattenlösningar vid temperaturer på 200-300 °C och ett tryck motsvarande det som finns vid ett djup på 1 200-4 500 meter.

### Hypotermal mineralisering
Hypotermal mineralisering sker genom påverkan av varma vattenlösningar vid höga temperaturer och tryck.Trycket motsvarar det på ett djup av 3000-15 000 meter och temperaturerna ligger på 300 - 600 °C.